# Kostel svatého Jakuba Staršího (Černín)
Kostel svatého Jakuba Staršího, nebo též Jakuba Většího je římskokatolický chrám v obci Černín v okrese Znojmo. Jednolodní románský chrám pochází ze 2. poloviny 12. století, v pozdějších dobách byl několikrát rozšířený. Je filiálním kostelem farnosti Jevišovice a je chráněn jako kulturní památka.

## Historie
Románské jádro kostela, tvořené lodí a věží, má původ ve 2. polovině 12. století. Během poslední čtvrtiny 13. století přibylo polygonální kněžiště s opěráky a navazující sakristie. V první polovině 17. století byla zvýšena loď kostela, proražen oblouk věžní empory a doplněny opěrné sloupy kruchty při západní straně lodi. Další úpravy proběhly pravděpodobně během 18. století. V rámci této přestavby došlo ke zvětšení původního vstupu v jižní zdi lodi a vytvoření dalšího vstupu podvěžím. Dále byla vybourána nová okna kněžiště a doplněny vnější opěráky k lodi a věži pro jejich statické zajištění. Kostel roku 1841 vyhořel, opraven byl teprve roku 1854.

## Popis
Kostel svatého Jakuba Staršího stojí v centru obce na mírném návrší. Jedná se o jednolodní orientovanou stavbu s polygonálně zakončeným kněžištěm. Loď kostela má zhruba čtvercový půdorys a šířku shodnou s kněžištěm. K západnímu průčelí lodi je přistavěna hranolová věž. K severní straně kněžiště přiléhá sakristie obdélného půdorysu. Kněžiště je zajištěno stupňovanými opěráky, loď a věž mají opěráky šikmé. Fasády kostela jsou hladké, nachází se v nich jak původní úzká okna s lomeným záklenkem, tak i novější a větší, obloukově zakončená barokní okna. Hlavní vstup do kostela je podvěžím, přes segmentově zakončený portál.
Kněžiště nese jedno pole křížové klenby s lunetovým závěrem, odděleným pasem. V severní stěně kněžiště se nachází lomený portál, umožňující vstup do sakristie s valenou klenbou. Prostor lodi a kněžiště odděluje mírně hrotitý vítězný oblouk. Strop lodi je plochý, krytý štukou. V západní části lodi je úzká hudební kruchta, nesená koutovými přizdívkami. Ve věži visí zvon, ulitý roku 1854 ve Znojmě.